# دانيال برات (رجل أعمال)
دانيال برات (بالإنجليزية: Daniel Pratt)‏ هو شخصية أعمال أمريكي، ولد في 20 يوليو 1799 في Temple, New Hampshire ‏ في الولايات المتحدة، وتوفي في 13 مايو 1873.